# Giải bóng đá trong nhà vô địch quốc gia 2019
Giải bóng đá trong nhà vô địch quốc gia 2019 (Hay còn gọi: Giải Futsal HDBank Vô địch Quốc gia 2019) là sự kiện lần thứ 13 của Giải bóng đá trong nhà vô địch quốc gia do VFF và VOV phối hợp tổ chức. Nhà tài trợ cho giải đấu mùa này đó là HD Bank.

## Các đội Futsal tham dự
Có 12 đội tham dự bao gồm:
| Số thứ tự | Đội bóng                      | Huấn luyện viên       | Nhà tài trợ | Thành tích mùa trước |
| --------- | ----------------------------- | --------------------- | ----------- | -------------------- |
| 1         | VietFootball FC               | Huỳnh Linh            |             | Vòng loại            |
| 2         | Đà Nẵng FC                    | Nguyễn Quang Minh     |             | 1                    |
| 3         | V&V FC                        | Trần Văn Trung        |             | 1                    |
| 4         | Quảng Nam FC                  | Nguyễn Hữu Hoàng Phúc |             | 1                    |
| 5         | Sanvinest Sanna Khánh Hòa2    | Đặng Đình Khang       |             | Thứ 8                |
| 6         | Thái Sơn Bắc                  | Miguel Garcia         |             | Thứ 7                |
| 7         | Thái Sơn Nam                  | Phạm Minh Giang       |             | Vô địch              |
| 8         | Sanvinest Sanatech Khánh Hòa3 | Tạ Đức Dũng           |             | Á quân               |
| 9         | Tân Hiệp Hưng                 | Trương Hồng Tài       |             | Thứ 6                |
| 10        | Cao Bằng FC                   | Trương Quốc Tuấn      |             | Thứ 5                |
| 11        | Kardiachain Sài Gòn FC4       | Nguyễn Bảo Trung      |             | Thứ 4                |
| 12        | SAHAKO FC5                    | Nguyễn Tuấn Anh       |             | Thứ 3                |

Chú thích
1 Đội lần đầu tiên tham gia giải.
2 Sanna Khánh Hòa đổi tên.
3 Sanatech Khánh Hòa đổi tên.
4 Sài Gòn FC đổi tên.
5 Hải Phương Nam - Đại Học Gia Định đổi tên.

## Địa điểm thi đấu
- Nhà thi đấu Đại Học Nha Trang, tỉnh Khánh Hòa
- Nhà thi đấu Lãnh Binh Thăng, Thành phố Hồ Chí Minh.

| Việt Nam | Việt Nam |
| --- | -------- |
| Nhà thi đấu · Thành phố Hồ Chi MinhNhà thi đấu · Đại Học Nha TrangGiải bóng đá trong nhà vô địch quốc gia 2019 (Việt Nam) |          |
| Nhà thi đấu Đại Học Nha Trang                                                                                             |          |
| Nhà thi đấu Lãnh Binh Thăng                                                                                               |          |

## Thể thức thi đấu
Giải Futsal HDBank Vô địch Quốc gia 2019 chia làm hai giai đoạn:
Giai đoạn I (vòng loại) gồm 6 đội trong đó có 03 đội tham dự giải Futsal Vô địch Quốc gia 2018: Sanvinest Sanna Khánh Hoà, Thái Sơn Bắc, VietFootball và 03 đội lần đầu tham dự: Đà Nẵng, V&V FC, Quảng Nam. 06 đội sẽ thi đấu vòng tròn một lượt để tính điểm, xếp hạng. 04 đội có thứ hạng cao nhất sẽ giành quyền tham dự Giai đoạn II của giải.
Giai đoạn II gồm có 10 đội, trong đó có 06 đội có thứ hạng từ 1 đến 6 tại giải Futsal Vô địch Quốc gia 2018: Thái Sơn Nam, Sanvinest Sanatech Khánh Hoà, SAHAKO FC, Kardiachain Sài Gòn FC, Cao Bằng, Tân Hiệp Hưng và 04 đội vượt qua Vòng loại. 10 đội sẽ thi đấu vòng tròn hai lượt (lượt đi - lượt về) để tính điểm, xếp hạng chung cuộc.
- Các đội xếp từ thứ 1 đến thứ 6 sẽ được đặc cách tham dự Giai đoạn II giải Futsal Vô địch Quốc gia năm 2020, các đội khác sẽ phải tham dự vòng loại.
- Các đội xếp từ thứ 1 đến thứ 5 sẽ được đặc cách tham dự Giai đoạn II giải Futsal Cúp Quốc gia HDBank 2019.
- Đội Vô địch giải Futsal Vô địch Quốc gia sẽ đại diện Việt Nam tham dự giải Futsal Vô địch các CLB châu Á; đội xếp thứ Nhì sẽ tham dự giải Vô địch các CLB Futsal Đông Nam Á, với các điều kiện đội bóng/CLB đáp ứng đầy đủ về tài chính và các tiêu chí, quy định của Liên đoàn bóng đá châu Á (AFC) hoặc Liên đoàn bóng đá Đông Nam Á (AFF). Trong trường hợp CLB/ đội bóng không đáp ứng được tiêu chí, quy định và tài chính thì Liên đoàn bóng đá Việt Nam sẽ xem xét và quyết định đội có thứ hạng kế tiếp tham dự giải AFC hoặc AFF.

Giai đoạn I sẽ diễn ra từ ngày 2/4 đến 10/4/2019 tại Nhà thi đấu ĐH Nha Trang - Khánh Hòa. Giai đoạn II được tổ chức từ ngày 15/4 đến 6/5/2019 (Lượt đi) tại Nhà thi đấu trường Đại Học Nha Trang, Khánh Hòa và từ ngày 29/8 đến 19/9/2019 (Lượt về) tại Nhà thi đấu Lãnh Binh Thăng, Quận 11, Thành phố Hồ Chí Minh.

## Vòng loại

### Bảng xếp hạng vòng loại
| VT | Đội             | ST | T | H | B | BT | BB | HS  | Đ  | Thăng hạng hoặc xuống hạng |
| -- | --------------- | -- | - | - | - | -- | -- | --- | -- | -------------------------- |
| 1  | Thái Sơn Bắc    | 5  | 3 | 2 | 0 | 16 | 4  | +12 | 11 | Lọt vào Vòng chung kết     |
| 2  | Đà Nẵng         | 5  | 3 | 1 | 1 | 21 | 13 | +8  | 10 | Lọt vào Vòng chung kết     |
| 3  | Quảng Nam       | 5  | 3 | 1 | 1 | 18 | 11 | +7  | 10 | Lọt vào Vòng chung kết     |
| 4  | Sanna Khánh Hòa | 5  | 3 | 0 | 2 | 24 | 13 | +11 | 9  | Lọt vào Vòng chung kết     |
| 5  | V&V FC          | 5  | 1 | 0 | 4 | 9  | 24 | −15 | 3  | Không vượt qua Vòng loại   |
| 6  | VietFootball    | 5  | 0 | 0 | 5 | 6  | 29 | −23 | 0  | Không vượt qua Vòng loại   |

### Kết quả vòng loại
| Đội 1               | Tỷ số | Đội 2           |
| 2 tháng 4 năm 2019  |       |                 |
| V&V FC              | 2–4   | Quảng Nam       |
| VietFootball        | 0–9   | Sanna Khánh Hòa |
| Thái Sơn Bắc        | 2–2   | Đà Nẵng         |
| 4 tháng 4 năm 2019  |       |                 |
| Đà Nẵng             | 6–2   | VietFootball    |
| Sanna Khánh Hòa     | 9–1   | V&V FC          |
| Quảng Nam           | 1–1   | Thái Sơn Bắc    |
| 6 tháng 4 năm 2019  |       |                 |
| Quảng Nam           | 5–2   | VietFootball    |
| Thái Sơn Bắc        | 3–0   | V&V FC          |
| Sanna Khánh Hòa     | 4–2   | Đà Nẵng         |
| 8 tháng 4 năm 2019  |       |                 |
| V&V FC              | 3–7   | Đà Nẵng         |
| Thái Sơn Bắc        | 6–1   | VietFootball    |
| Quảng Nam           | 6–2   | Sanna Khánh Hòa |
| 10 tháng 4 năm 2019 |       |                 |
| Sanna Khánh Hòa     | 0–4   | Thái Sơn Bắc    |
| Đà Nẵng             | 2–4   | Quảng Nam       |
| V&V FC              | 3–1   | VietFootball    |

## Vòng chung kết

### Bảng xếp hạng
| VT | Đội                          | ST | T  | H | B  | BT | BB | HS  | Đ  | Thăng hạng hoặc xuống hạng                             |
| -- | ---------------------------- | -- | -- | - | -- | -- | -- | --- | -- | ------------------------------------------------------ |
| 1  | Thái Sơn Nam                 | 18 | 13 | 2 | 3  | 49 | 15 | +34 | 41 | Đủ điểu kiện tham dự AFC Futsal Club Championship 2020 |
| 2  | Sahako                       | 18 | 11 | 4 | 3  | 54 | 26 | +28 | 37 | Đủ điểu kiện tham dự AFF Futsal Club Championship 2020 |
| 3  | Sanvinest Sanatech Khánh Hòa | 18 | 11 | 1 | 6  | 49 | 47 | +2  | 34 |                                                        |
| 4  | Kardiachain Sài Gòn          | 18 | 10 | 2 | 6  | 48 | 32 | +16 | 32 |                                                        |
| 5  | Đà Nẵng                      | 18 | 10 | 1 | 7  | 59 | 46 | +13 | 31 |                                                        |
| 6  | Thái Sơn Bắc                 | 18 | 5  | 6 | 7  | 38 | 41 | −3  | 21 |                                                        |
| 7  | Sanna Khánh Hòa              | 18 | 5  | 5 | 8  | 41 | 56 | −15 | 20 | Giai đoạn 1 của Mùa giải 2020                          |
| 8  | Tân Hiệp Hưng                | 18 | 4  | 4 | 10 | 33 | 57 | −24 | 16 | Giai đoạn 1 của Mùa giải 2020                          |
| 9  | Cao Bằng                     | 18 | 4  | 3 | 11 | 40 | 65 | −25 | 15 | Giai đoạn 1 của Mùa giải 2020                          |
| 10 | Quảng Nam                    | 18 | 1  | 4 | 13 | 35 | 61 | −26 | 7  | Giai đoạn 1 của Mùa giải 2020                          |

### Kết quả tỷ số
| Nhà \ Khách[1]               | CB  | ĐN  | SG  | QN  | SHK | SKH | SNT | TSN | TSB | THH |
| Cao Bằng                     |     | 5–3 | 4–1 | 3–3 | 0–3 | 0–4 | 1–2 | 1–7 | 2–1 | 4–3 |
| Đà Nẵng                      | 4–2 |     | 1–2 | 8–6 | 1–3 | 3–4 | 2–5 | 0–0 | 5–2 | 5–0 |
| Kardiachain Sài Gòn          | 6–3 | 1–3 |     | 4–1 | 1–3 | 3–1 | 3–4 | 0–1 | 3–0 | 2–2 |
| Quảng Nam                    | 3–3 | 3–5 | 1–3 |     | 3–3 | 1–2 | 2–6 | 0–2 | 3–1 | 1–1 |
| Sahako                       | 6–3 | 2–5 | 1–0 | 4–0 |     | 2–2 | 1–2 | 0–1 | 3–2 | 1–0 |
| Sanvinest Sanna Khánh Hòa    | 4–4 | 1–4 | 1–5 | 2–0 | 2–8 |     | 3–5 | 0–2 | 4–4 | 2–2 |
| Sanvinest Sanatech Khánh Hòa | 2–1 | 4–2 | 1–7 | 3–1 | 1–7 | 3–4 |     | 0–2 | 2–0 | 2–1 |
| Thái Sơn Nam                 | 5–2 | 1–2 | 1–2 | 4–1 | 2–2 | 3–0 | 3–0 |     | 1–3 | 7–0 |
| Thái Sơn Bắc                 | 3–1 | 6–2 | 1–1 | 2–1 | 0–0 | 3–3 | 3–3 | 1–4 |     | 2–2 |
| Tân Hiệp Hưng                | 5–1 | 2–1 | 1–3 | 6–5 | 1–5 | 4–2 | 1–5 | 1–3 | 1–4 |     |

Cập nhật lần cuối: ngày 19 tháng 9 năm 2019.
Nguồn: vff.org.vn
1 ^ Đội chủ nhà được liệt kê ở cột bên tay trái.
Màu sắc: Xanh = Chủ nhà thắng; Vàng = Hòa; Đỏ = Đội khách thắng.

## Truyền hình
Các trận đấu được truyền hình trực tiếp trên các kênh sóng VTC3, VOVTV

## Tổng hợp mùa giải
- Đội vô địch: Thái Sơn Nam (Cúp, HCV, bảng danh vị và giải thưởng 500 triệu đồng)
- Đội thứ nhì: Sahako (HCB, bảng danh vị và giải thưởng 200 triệu đồng)
- Đội thứ ba: Sanvinest Sanatech Khánh Hòa (HCĐ, bảng danh vị và giải thưởng 100 triệu đồng)
- Giải phong cách: Kardiachain Sài Gòn (bảng danh vị và giải thưởng 40 triệu đồng)
- Cầu thủ xuất sắc nhất giải: Nguyễn Minh Trí – số 8 của CLB Thái Sơn Nam (bảng danh vị và giải thưởng 15 triệu đồng)
- Cầu thủ ghi nhiều bàn thắng nhất giải: Nguyễn Trần Duy – số 20 của CLB Đà Nẵng (bảng danh vị và giải thưởng 15 triệu đồng) với 16 bàn thắng
- Thủ môn xuất sắc nhất giải: Nguyễn Hoàng Anh – số 14 của CLB Sanvinest Sanatech Khánh Hòa (bảng danh vị và giải thưởng 15 triệu đồng)